# Анальный секс

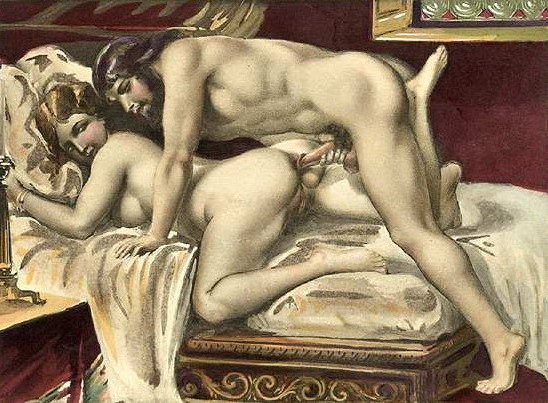
Иллюстрация к сонетам Пьетро Аретино. Художник Эдуар Анри Авриль

Ана́льный секс (от лат. anus — анус), также анали́зм, ана́льный ко́итус, ана́льная пенетра́ция, ана́льное сноше́ние, заднепроходно́е сноше́ние — половые сношения, совершаемые путём введения полового члена, фаллопротеза или страпона одного партнёра в анальное отверстие другого.
Анальные сношения практикуются как между разнополыми, так и между однополыми партнёрами. При этом такой вид полового акта в отличие от вагинального сношения требует от партнёров некоторой предварительной подготовки.
Хотя анальный секс обычно ассоциируется с мужской гомосексуальностью, исследования показывают, что далеко не все гомосексуалы занимаются анальным сексом, а также, что анальный секс не редкость в гетеросексуальных отношениях. Некоторые виды анального секса могут быть частью сексуальной практики лесбиянок. Люди могут испытывать удовольствие от анального секса благодаря стимуляции нервных окончаний в анальном отверстии, а оргазм при анальном проникновении может быть достигнут, например, в силу косвенной стимуляции предстательной железы у мужчин, косвенной стимуляции клитора или области влагалища у женщин.
Как и в большинстве форм сексуальной активности, люди, занимающиеся анальным сексом, рискуют заразиться заболеваниями, передающимися половым путём. Анальный секс считается сексуальной практикой высокого риска из-за уязвимости ануса и прямой кишки. Анальные и ректальные ткани очень нежные, поэтому они могут легко порваться и допустить передачу инфекции, особенно если не используется специальная смазка. Всемирная организация здравоохранения рекомендует надевать презерватив во время анального секса, чтобы обезопасить себя от инфекций.

## Ограничение термина
Анальный фистинг, анилингус и введение в анус посторонних предметов (например, фаллоимитатора, анальных бус и т. д.) являются анальной стимуляцией, но не являются анальным сексом как таковым. Тем не менее в разговорной речи под анальным сексом нередко подразумевают и эти виды сексуальной практики.

## Описание

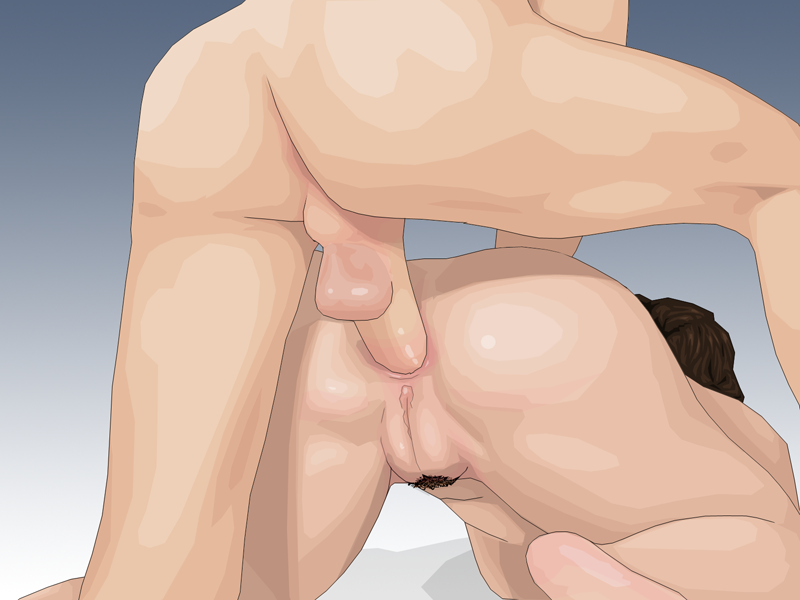
Иллюстрация, изображающая анальный секс между мужчиной и женщиной

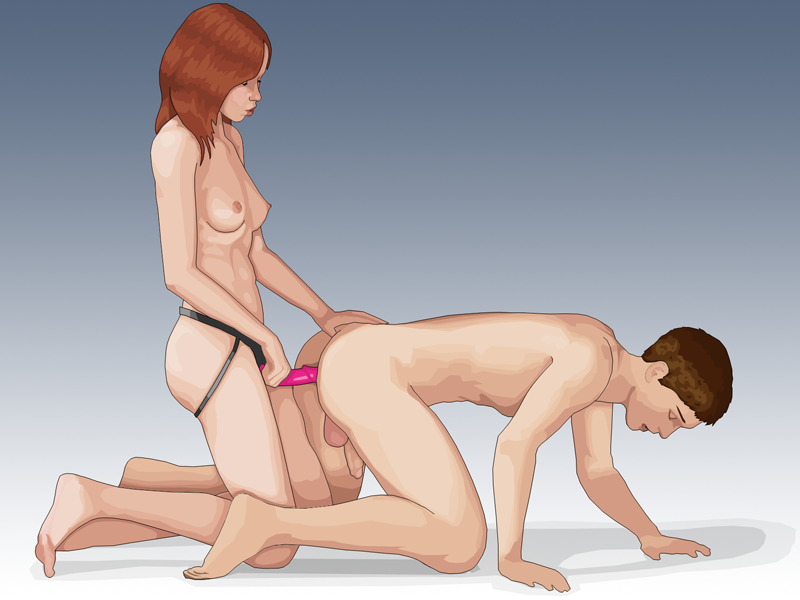
Пеггинг (вид анального секса) в коленно-локтевой позиции

В анальном сексе принято различать активного (осуществляющего пенетрацию) и пассивного (пенетрируемого) партнёров. Активным участником анального совокупления называется мужчина, вводящий свой пенис или фаллопротез, или женщина, вводящая фаллопротез в анус партнёра. Пассивным называется, соответственно, принимающий партнёр — мужского или женского пола. Обычные позиции для осуществления анального сношения — поза наездника или поза на коленях.
Область ануса у большинства людей обоих полов высокочувствительна и является одной из эрогенных зон. Соответственно, стимуляция ануса может вызывать сексуальное возбуждение. У пассивных участников мужского пола во время анального секса производится давление на предстательную железу, что может вызвать дополнительное возбуждение и, как следствие, эякуляцию и оргазм.
Мужчинам, исполняющим активную роль, анальный секс может доставлять больше удовольствия, чем вагинальный, за счёт того, что давление, оказываемое сфинктером ануса на пенис, может быть существенно больше, чем обжатие в вагине. Женщины, исполняющие активную роль, получают физическое удовольствие от прямой стимуляции половых органов основанием фаллопротеза, от использования дополнительных приспособлений, а также психологическое удовольствие от расширения спектра эмоциональных переживаний во время сексуального контакта.

## Распространение
Анальный секс распространён как между разнополыми, так и между однополыми партнёрами. К нему прибегают как мужчины, так и женщины. Существующие предубеждения против анального секса основываются на высокой вероятности развития аноректальных дисфункций, также на том, что в течение многих столетий анальный секс рассматривался как грех или перверсия. С другой стороны, в западной культуре существует стереотип отношения к анальной области как к грязной и отталкивающей.

### Разнополые пары
Разнополые партнёры могут использовать анальные сношения в случае невозможности или нежелательности вагинального полового акта (например, при менструации, во время беременности, в послеродовой период, при заболеваниях или пороке развития влагалища, при стремлении сохранить девственную плеву и пр.), из-за страха забеременеть или для расширения сексуальных ощущений.
Анальный секс всё чаще является частью сексуального репертуара гетеросексуальных женщин. Данные о частоте и распространённости указывают на то, что приблизительно 40 % гетеросексуальных женщин применяют анальный секс в какой-то момент в течение всей жизни. До 8 % практикуют его ежемесячно.

### Однополые пары

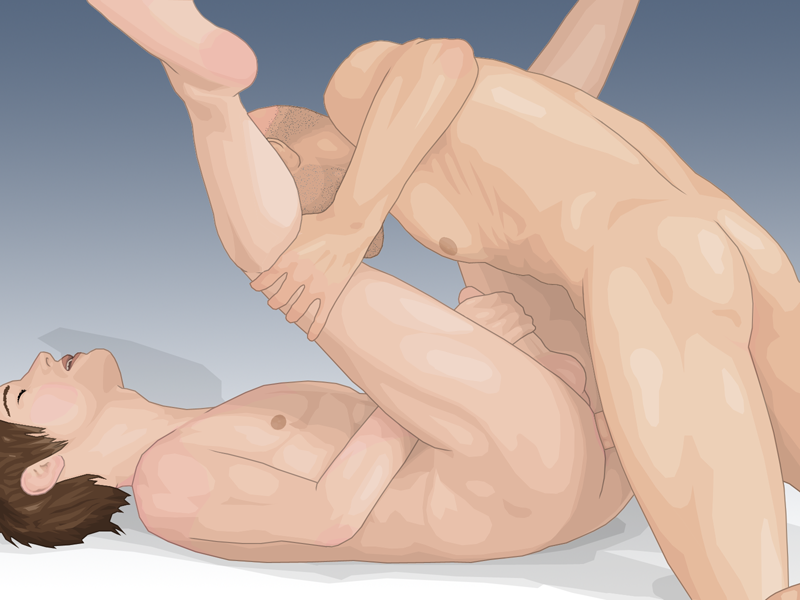
Анальный секс между мужчинами

Существует распространённое заблуждение о том, что все мужские гомосексуальные пары занимаются анальным сексом. Доктор медицинских наук Г. Б. Дерягин отмечает, что до 25 % гомосексуальных мужчин не совершают анальных сношений, предпочитая другие формы сексуального взаимоудовлетворения, в первую очередь оральногенитальные контакты и взаимную мастурбацию. Аналогичные данные приводит в своих работах И. С. Кон.
Согласно опросам, проведённым в 2011 году усилиями учёных Университета Индианы и Университета Джорджа Мейсона, лишь менее 40 % респондентов-геев занимались анальным сексом во время последнего полового акта.
Анальные сношения между мужчинами не обязательно означают гомосексуальность лиц, в них участвующих. Так, в некоторых изолированных группах (например, в местах лишения свободы) анальные сношения являются одним из средств установления и поддержания иерархии. (См. статью Секс в мужских пенитенциарных учреждениях). В некоторых случаях анальный секс является средством инициации или посвящения.
В русском юридическом языке анальные сношения между мужчинами называются мужеложством.

## Риски для здоровья и меры предосторожности

### Травматизм и другие нарушения здоровья
- Анальное сношение может причинять существенную боль или неприятные ощущения в случае, если сфинктер ануса недостаточно расслаблен[17] или пенис вводится слишком быстро[17].
- Анальный секс при многолетних излишествах может приводить у некоторых людей к анальной инконтиненции (недостаточность сфинктера заднего прохода) и развитию частичного или даже полного недержания кала (энкопрез), анального зуда (по причине подтекания содержимого прямой кишки)[22].
- При незащищённом (без презерватива) анальном сексе существует риск такого заболевания как рак толстой кишки (дисплазии), частично ассоциированного с инфицированием вирусом папилломы человека 16-го типа[23], а частично с рубцовыми изменениями прямой кишки, особенно на слизистой кишечного типа[24].
- При многолетних излишествах у некоторых лиц возможен рост геморроидальных узлов, в некоторых случаях возможно образование анальной трещины на поверхности прямой кишки и кровотечения из ануса[25].
- Опасность аутоиммунного бесплодия[26] или патологий развития потомства[27] из-за антиспермальных антител[28], возникающих при незащищённом анальном сексе[29][30].

### Инфекционные заболевания
Во время незащищённого (без презерватива) анального сношения могут передаваться возбудители различных инфекционных и венерических заболеваний, таких как: СПИД, сифилис, гепатит, гонорея, трихомониаз и тому подобные.
Вероятность заражения ВИЧ при незащищённом анальном сексе значительно выше, чем при вагинальном, что обусловлено различиями гисто-морфологического строения эпителия прямой кишки (однослойный цилиндрический) и влагалища (многослойный плоский неороговевающий).
В норме в прямой кишке присутствует анаэробная микрофлора, которая при попадании в мочеиспускательный канал при незащищённом сексе может быть причиной таких заболеваний, как уретрит, а при вагинальном сексе после анального может инфицировать влагалище.

### Рекомендации, противопоказания и меры предосторожности
- При наличии опухолей или трещин заднего прохода или прямой кишки следует отказаться от анального секса.
- Во время занятия анальным сексом необходимо поддерживать постоянный словесный контакт с партнёром и прекратить сношение в случае возникновения болевых ощущений.
- Для защиты от инфекционных заболеваний рекомендуется использовать презерватив.
- Поскольку микрофлора кишечника может вызвать инфекционно-воспалительные изменения не только в уретре, но и в вагине, следует производить смену презерватива при изменении анального секса на вагинальный, а после совокупления провести гигиенические мероприятия[33]. В случае совершения вагинального сношения после анального без проведения гигиенических мероприятий возможны боли, жжение и зуд в области вагины[34] и заражение влагалища (и уретры мужчины) кишечной палочкой.
- Для безболезненного введения полового члена необходимо использовать достаточное количество смазки (вазелин или другой лубрикант). В случае использования презерватива необходимо выбирать смазки на водной основе[15], которые не разрушают латекс.
- В случае, если пенис слишком длинен и причиняет пассивному партнёру боль, следует использовать ограничительные кольца.
- Следует помнить, что наличие большого количества спермы в прямой кишке может оказывать слабительный эффект.
- Клизмы не рекомендуются к использованию, поскольку они могут увеличить риск ВИЧ-инфекции[35], венерическую лимфогранулёму и проктит[36].

## Законодательство и анальный секс
В большинстве стран мира практика анального секса никак не регламентирована. Тем не менее, в ряде стран, Азии, Африки и Америки существуют законы, которые ограничивают или запрещают те или иные формы анальных сношений.
- В Гайане за попытку анального сношения грозит десять лет тюрьмы, а за совершённый акт — пожизненное заключение[37].
- Ha Ямайке гомосексуальные сношения караются десятью годами заключения в сочетании с каторжными работами, попытка их совершения — тюремным или каторжным заключением до семи лет[38].
- Законы Канады по состоянию на 2015 год запрещают анальный секс с лицами, не достигшими 18 лет, в то же время разрешая другие формы сексуальной активности с 14 лет[39].

## В художественном кинематографе
Психологические и этико-философские аспекты проблемы в повседневных классических гетеросексуальных отношениях осмысливаются в канадской мелодраме «Книга чувств», демонстрировавшейся в российском прокате под названием «Моя единственная любовь» с 2005 года.

## В фольклоре
Упоминается в русском фольклоре — в частности, в заговорах, сказках и поговорках.